# Jizera
Die Jizera (deutsch Iser, polnisch Izera) ist ein rechter Nebenfluss der Elbe in Tschechien; in ihrem Oberlauf bildet sie die Grenze zu Polen.

## Verlauf
Die Jizera entspringt im Isergebirge am südöstlichen Hang des Smrk (Tafelfichte). Ihr fließt rechtsseitig die Jizerka (Kleine Iser) zu, deren Quellen im Moor Tetřeví louka südöstlich der Smědava liegen. In Jizerka mündet sie östlich des Bukovec in die Jizera. Die Jizera hat ein Einzugsgebiet von 2.193 km² und mündet nach 164 km bei Lázně Toušeň in die Elbe.

## Name und Herkunft
Nach derzeitigem Forschungsstand ist der Name des Flusses auf die hypothetische indogermanische Wurzel es oder is in der Bedeutung „(fließendes) Wasser“ zurückzuführen, welche sich in heutigen Sprachen auf den festen Aggregatzustand des Wassers („Eis“) verengt hat.
Von dieser Wurzel leiten sich eine Reihe weiterer Flussnamen ab:
- Isar, Bayern
- Isen (Fluss), Bayern
- Isel, Osttirol
- Eisack (ital.: Isarco), Südtirol
- IJssel, Niederlande
- Isère und Oise (Isara), Frankreich

Die Iser hat dem Isergebirge ihren Namen gegeben.

## Zuflüsse

### Rechtsseitig
- Jizerka (Kleine Iser), rechter Nebenfluss der Jizera, Mündung am Bukovec unterhalb des Ortes Jizerka
- Kamenice (Jizera) (Kamnitz)
- Mohelka
- Zábrdka
- Bělá (Biela)

### Linksseitig
- Mumlava (Mummel), Mündung bei Harrachov
- Jizerka (Kleine Iser), linker Nebenfluss der Jizera, Mündung bei Hrabačov
- Oleška (Jizera) (Ohlisch)
- Libuňka
- Žehrovka
- Klenice

## Städte am Fluss
- Železný Brod (deutsch: Eisenbrod)
- Jablonec nad Jizerou (Jablonetz)
- Jilemnice (Starkenbach)
- Semily (Semil)
- Turnov (Turnau)
- Mnichovo Hradiště (Münchengrätz)
- Bakov nad Jizerou (Bakow an der Iser)
- Mladá Boleslav (Jungbunzlau)

## Volkslied „Hohe Tannen“
Verewigt wurde die Iser bzw. das Isergebirge 1923 in dem Volkslied Hohe Tannen:
Hohe Tannen weisen die Sterne an der Iser wildspringender Flut,
|:liegt das Lager auch in weiter Ferne, doch du, Rübezahl, hütest es gut.:|
Hast dich uns zu eigen gegeben, der die Sagen und Märchen erspinnt,
|:und im tiefsten Waldesleben als ein Riese Gestalt annimmt.:|
Komm zu uns an das lodernde Feuer, in die Berge bei stürmischer Nacht!
|:Schirm die Zelte, die Heimat, die teure, komm und halte mit uns treue Wacht!:|
Höre, Rübezahl, was wir dir sagen: Volk und Heimat, die sind nicht mehr frei!
|:Schwing die Keule wie in alten Tagen, schlage Hader und Zwietracht entzwei!:|